# Congresso Nazionale Siriano
Il Congresso Nazionale Siriano, chiamato anche Congresso Pan-Siriano e Congresso Generale Siriano, fu convocato nel maggio 1919 a Damasco, in Siria, dopo l'espulsione degli Ottomani dalla Siria. La missione del Congresso era quella di considerare il futuro della "Siria", intendendo con questo termine la Grande Siria: l'attuale Siria, il Libano, Israele, la Palestina e la Giordania. Il Congresso intendeva anche presentare le opinioni arabe alla Commissione d'inchiesta americana King-Crane. Il Congresso fu considerato il primo parlamento nazionale nella storia moderna della Siria.

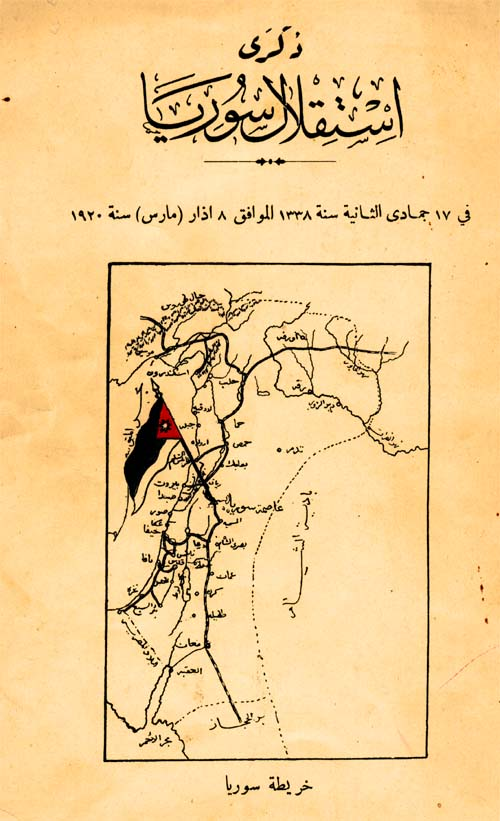
Libro dell'Indipendenza della Siria (ذكرى استقلال سوريا). Mostra i confini dichiarati del Regno di Siria e riporta la data della Dichiarazione di indipendenza dell'8 marzo 1920.

Al Congresso parteciparono rappresentanti di tutte le parti della Grande Siria, compresi Libano e Palestina, ed era presieduto da Hashim el-Atassi. Alcuni partecipanti mostrarono di appoggiare le richieste di Re Faysal, mentre altri cominciarono a mettere in dubbio la sua volontà di fare concessioni ai gruppi filo-sionisti. Nel suo rapporto finale, la Commissione chiese che "non vi fosse alcuna separazione della parte meridionale della Siria, nota come Palestina, né della zona litoranea occidentale, che include il Libano, dal Paese siriano". La Commissione King-Crane, in risposta, raccomandò di "preservare l'unità della Siria".
L'8 marzo 1920 il Congresso dichiarò l'indipendenza del Regno Arabo di Siria. Il nuovo Stato intendeva includere Siria, Palestina, Libano e porzioni della Mesopotamia settentrionale. Re Faysal fu dichiarato capo di Stato. Allo stesso tempo, il principe Zeid, fratello di Faysal, fu dichiarato reggente della Mesopotamia. Hashim el-Atassi fu nominato Primo Ministro e Yusuf al-'Azma divenne Ministro della Guerra e Capo di Stato Maggiore.
Il Congresso proseguì durante la breve vita del Regno fino al 17 luglio 1920, quando i francesi diedero a Faysal l'ultimatum di arrendersi o combattere e Faysal si arrese, ponendo fine al Regno e dissolvendo le sue istituzioni.